# (34611) Nacogdoches
(34611) Nacogdoches (2000 UF11) – planetoida z pasa głównego asteroid okrążająca Słońce w ciągu 5,66 lat w średniej odległości 3,17 j.a. Odkryta 25 października 2000 roku.